# Maria Lanceata Morelli
Maria Lanceata Morelli (světským jménem: Maria Vittoria; 6. ledna 1704, Dunarobba  – 26. srpna 1762, Montecastrilli) byla italská řeholnice řádu Chudých sester svaté Kláry a mystička.

## Život
Narodila se 6. ledna 1704 v Dunarobbě. 
Jako dívka studovala Písmo svaté a ráda rozjímala nad obrazy Madony, které měli v domě. Brzy se rozhodla zasvětit se Bohu. Dne 21. června 1717 vstoupila do kláštera klarisek v Montecastrilli.
Dne 21. ledna 1720 složila své řeholní sliby a přijala jméno Maria Lanceata. Od toho dne s větší horlivostí zasvětils své dny modlitbě a 10. srpna 1721 prožila mystickou zkušenost. O této zkušenosti bylo informováno také Svaté Officium.
Chovala velkou úctu ke svaté Růženě Limské, která se jí zjevila. Prožívala neustálou modlitbu doprovázenou pokáním a půstem. 
Sepsala pojednání o své duševní modlitbě. V klášteře plnila funkci ošetřovatelky a lékárnice. Léky připravované s léčivými rostlinami se staly známými po celém okolí.
Jejím zpovědníkem byl jezuita Giovanni Maria Crivelli, který duchovně provázel také svatou Veroniku Giuliani a Chiaru Isabellu Fornari.
Zemřela 26. srpna 1762. 

## Proces svatořečení
Proces byl zahájen 6. listopadu 2002 v diecézi Orvieto-Todi. 